# 天主教烟台教区
烟台教区（拉丁文：Dioecesis Ientaevensis）是罗马天主教在中国山东省设立的一个教区。

## 历史
1894年2月22日，从山东北境代牧区分设山东东境代牧区。1924年12月3日，以主教驻地更名为芝罘代牧区。1946年4月11日，升格为烟台教区。

## 教堂
- 烟台山玛利亚进教之佑圣母堂：1959年被拆
- 大马路天主堂：原浸信会教堂，1980年天主教购买

## 主教
- 常明德（Bishop Césaire Shang, O.F.M.），1894年－1911年
- 罗汉光（Bishop Adéodat-Jean-Roch Wittner, O.F.M.），1911年－1936年
- 杜安坤（Bishop Louis Prosper Durand, O.F.M.），1946年－1950年
- 宗怀谟，1951年－1978年
- 高可贤：圣名若望，1928年生于山东省周村教区博兴县高庙李村，自幼领洗入教，稍长加入修道行列。1954年5月被捕入狱，后在黑龙江兴凯湖劳改场做劳役。1980年获得自由，1983年8月15日晋铎，1985年，任永年教区修院神师；1988年，任正定教区修院院长。1993年9月2日，由李炳耀主教祝圣为周村教区主教。1997年，圣座委任其为烟台教区主教。1999年10月16日惨遭拘捕；2005年1月24日在监禁中为主殉道。